# Saiga-12
La Saiga-12 es una escopeta semiautomática calibre 12, basada en el fusil de asalto Kalashnikov y nombrada en honor al antílope saiga, nativo de Rusia. Se encuentra disponible en una amplia gama de configuraciones. Al igual que las variantes del Kalashnikov, tiene un cerrojo rotativo, un sistema de pistón de gas de recorrido largo y se alimenta mediante un cargador de caja. Todas las configuraciones de la Saiga-12 son reconocibles como armas del tipo Kalashnikov debido a la gran palanca de seguro situada en el lado derecho del armazón, el riel de montaje para ópticas en el lado izquierdo y la gran tapa superior desmontable, mantenida en su lugar por la parte trasera del conjunto del muelle recuperador.
La Saiga-12 es fabricada por Kalashnikov Concern (resultado de la fusión entre Izhmash e Izhevsk) en Rusia. Kalashnikov Concern también produce las Saiga-20 (calibre 20) y Saiga-410 (calibre .410), además de los fusiles de caza semiautomáticos Saiga, disponibles en diversos calibres de cartuchos de percusión central. Las fuerzas armadas rusas emplean una variante de combate conocida como KSK (Karabin Spetsialniy Kalashnikova, "Carabina Especial Kalashnikov"), cuyo calibre 12 es expresado en su equivalente métrico de 18,5 mm. El diseño de riel Picatinny de esta variante es similar al de la versión civil 030.
La Saiga-12 se destinó inicialmente a la venta civil en Rusia y a la exportación a ciertos mercados internacionales. Anteriormente, fue importada a Estados Unidos por la empresa European American Armories, hasta que el acuerdo expiró en 2005. Desde entonces, Izhmash (ahora Kalashnikov Concern) comenzó a exportarla a través de Russian-American Armory.Actualmente, la empresa responsable de su exportación es Wolf Performance Arms.

## Modificaciones al diseño básico del Kalashnikov

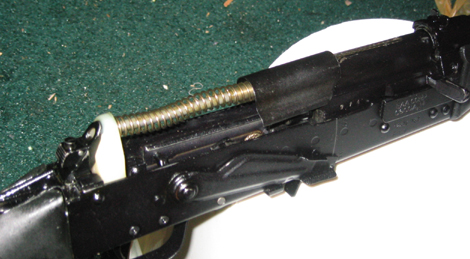
Cajón de mecanismos sin su tapa protectora.

La Saiga-12 incorpora varias características que no se encuentran en el AK-47 y armas similares.
Como los cartuchos de escopeta son casi dos veces más anchos que el cartucho 7,62 x 39, la portilla de eyección en el lado de la tapa tuvo que ser agrandada. Sin embargo, como el cerrojo tuvo que mantener la misma longitud para entrar en el cajón de mecanismos, su parte posterior está cubierta por una placa metálica que va sobre el muelle recuperador. Esto hace que la escopeta sea protegida del polvo cuando el cerrojo se encuentra adelante, pero la compresión del muelle recuperador durante el disparo mueve la placa hacia atrás para extraer los cartuchos disparados.

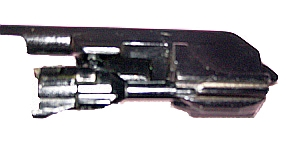
Cerrojo rotativo de la Saiga-12.

Para simplificar la producción de otras armas basadas en el diseño de Kalashnikov, el extractor de la Saiga-12 no gira, siendo fijado el cerrojo por un tetón situado detrás de la cabeza del cerrojo.
La Saiga-12 incorpora un sistema de gas ajustable con dos posiciones, porque al disparar cartuchos con cargas propulsoras de alto poder como los Brenneke y perdigones se genera una fuerza tal que el cajón de mecanismos sería dañado si se empleara toda la potencia del sistema de gas sin algún tipo de reductor de retroceso. El problema es que si se hace un arma durable para poder emplear cartuchos de alto poder, sería inútil para emplear cartuchos con cargas propulsoras de bajo poder, como munición antidisturbios y bengalas, porque que el arma no se recargaría por sí sola - pasando a ser una escopeta con cerrojo de acción rectilínea o que ocurra un fallo en el tubo de gases.

## Configuraciones habituales de la Saiga-12

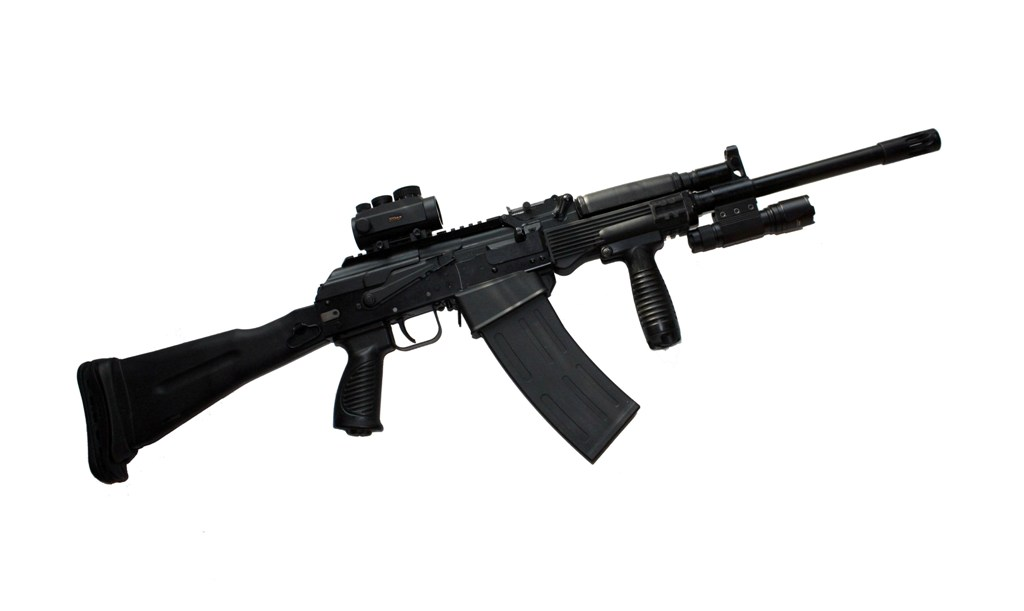
Escopeta táctica Saiga 12К 030.

La Saiga-12 es fabricada en varias configuraciones distintas, que van de los modelos con estilo más tradicional a modelos con estilo militar que emplean componentes del AK-47 e incluso del SVD. Todas estas versiones pueden ser adquiridas por civiles en Rusia, tras obtener un permiso de armas.
La longitud de los cañones de las versiones civiles son de 43,18 cm (17 pulgadas) y 58,42 cm (23 pulgadas). La versión con cañón de 58,42 cm viene con una culata tradicional o con pistolete y culata plegable como los del AK-47 (versión S; "Skladnaya", plegable en ruso). La versión con cañón de 43,18 cm (K; "Korotkaya", corta en ruso) tiene un pistolete, culata plegable y un seguro especial, que evita su disparo con la culata plegada (según las leyes rusas, está prohibido tener un arma con una longitud menor de 800 mm). Las versiones "Taktika" con cañones de 58,42 cm o 43,18 cm tienen varios componentes de AK, SVD o "Legion" (guardamano, culatas fijas y plegables) y mecanismos de puntería como los del AK-47, con alza tangencial y punto de mira alto. También se encuentran disponibles chokes atornillables. Se puede montar el riel estándar en el lado izquierdo del cajón de mecanismos. Hay cargadores rectos de 2, 5, 8 y 12 cartuchos, al igual que tambores de 10, 12 y 20 cartuchos. Los cargadores pueden emplearse en todos los modelos calibre 12.
Antes de ser importadas a Estados Unidos, todas las escopetas Saiga son configuradaas con una culata fija y un cargador de 5 cartuchos. Los cargadores de 8 cartuchos no son importados a Estados Unidos (aunque su importación es legal en otros países), siendo bastante escasos en el mercado civil.

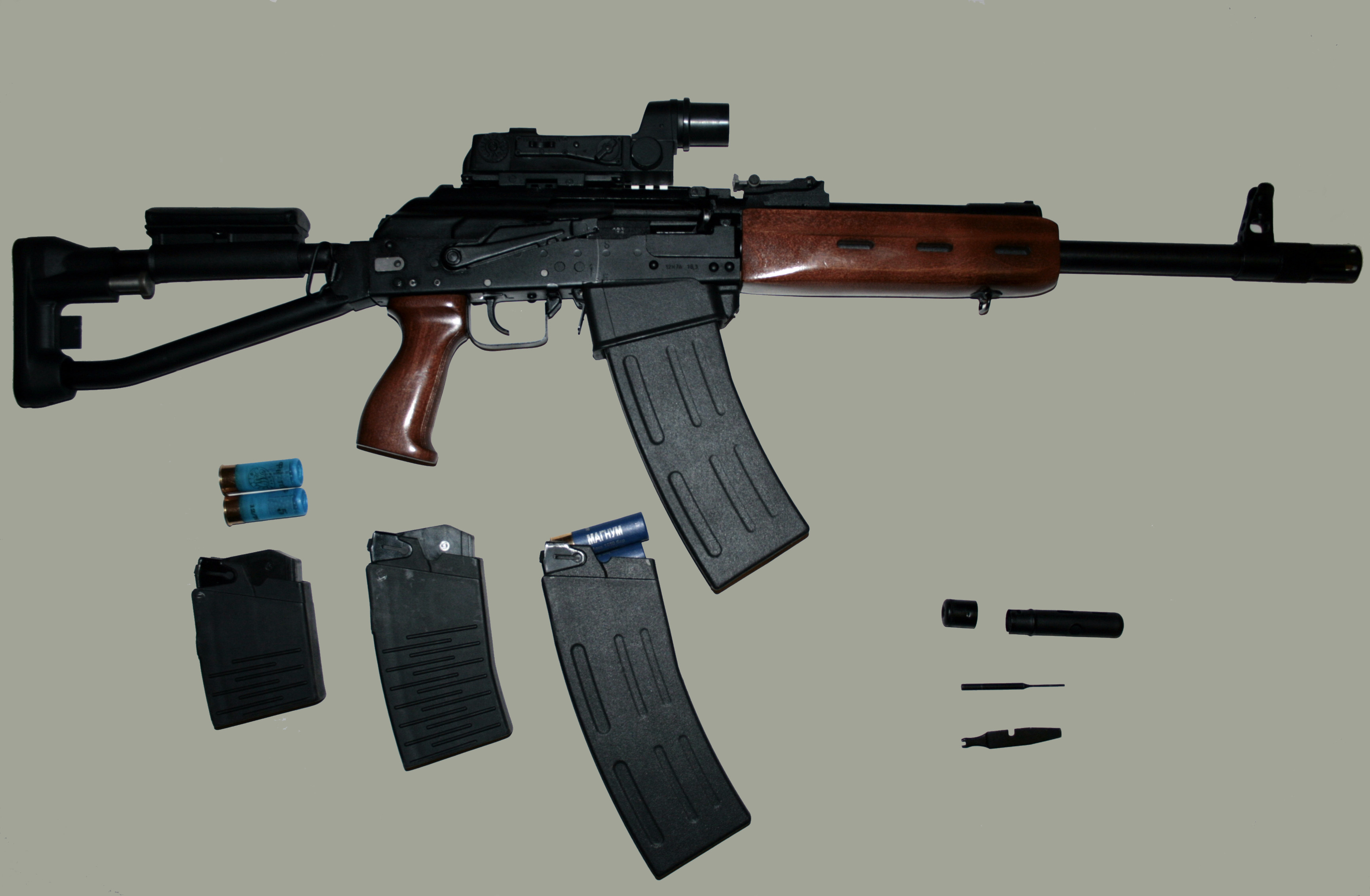
Saiga 12K 040 Taktika con mira "Kobra".

Se ha fabricado recientemente una nueva versión de la Saiga-12. Llamada la Saiga Taktika mod 040, tiene el brocal del cargador ampliado, su cerrojo queda abierto al dispararse el último cartucho, tapa del cajón de mecanismos abisagrada y con riel Picatinny para montar miras ópticas, rieles Picatinny en el bloque de gases y un cargador de 8 cartuchos que no es intercambiable con otros modelos de la Saiga-12.
Este nuevo diseño parece remediar cada problema de la Saiga-12 en lo que a funcionamiento y configuración respecta. Ya no se emplea el retén del cargador del AK-47, eliminando las dificultades asociadas con la inserción del cargador. Ahora el cargador se inserta directamente en el brocal y esta operación puede hacerse con una sola mano. La tapa del cajón de mecanismos abisagrada y con riel Picatinny hace que la instalación de miras ópticas sea más simple, al igual que su ajuste. Los rieles del bloque de gases permiten instalar linternas de combate y empuñaduras. Como el cerrojo queda abierto después de disparar el último cartucho, el tirador sabe que necesita recargar su escopeta.
A fines de septiembre de 2014, la escopeta IZ190T fue introducida al mercado civil estadounidense. Este modelo tiene un cañón acortado con un freno de boca fijo. La longitud del cañón es de 457 mm (18 pulgadas) incluyendo el freno de boca. La IZ190T tiene características de estilo militar, como un pistolete y una culata ajustable con 6 posiciones. Se hicieron varias modificaciones al conjunto del gatillo, el cerrojo y el portacerrojo, las cuales permiten insertar un cargador lleno sin necesidad de abrir primero el cerrojo. Esta escopeta también tiene un acabado fosfatado de calidad militar.

## Variantes
La Saiga también está disponible en calibre 20 y .410, llamada Saiga-20 y Saiga-410 respectivamente.

## Estatuto legal
Esta escopeta es bastante sencilla de obtener en Rusia, ya que solo necesita una "licencia de arma con cañón liso" que es relativamente sencilla de obtener, en comparación a una "licencia de fusil" (que precisa haber tenido una escopeta o permiso de caza por cinco años).
En el Estado de California, puede ser clasificada como "arma de asalto" debido a que es una escopeta semiautomática que es alimentada mediante un cargador extraíble y tiene un pistolete. Sin embargo, al instalársele un cargador que solamente puede retirarse con ayuda de herramientas, ya no es clasificada como tal al tener un cargador fijo.
En respuesta a la Crisis de Crimea de 2014, el presidente de Estados Unidos Barack Obama emitió el 16 de julio del mismo año la Orden Ejecutiva 13662, bloqueando la importación de todos los productos de la Corporación Kalashnikov, incluyendo las escopetas y fusiles Saiga.

## Usuarios
- Bielorrusia: certificada como un arma civil de cacería.[12]
- Indonesia[13]
- Kazajistán: certificada como un arma civil de cacería.[14]
- Kirguistán: Empleada por fuerzas policiales.[15]
- Rusia: La Saiga-12 es empleada por compañías de seguridad;[16][17] la  escopeta 18,5 KS-K fue adoptada por el Ministerio del Interior[18]. Desde 2023, el ejército utiliza carabinas "Saiga-12" para destruir drones que vuelan a baja altura[19][20]
- Ucrania: La Armada de Ucrania adoptó en 2009 la escopeta "Saiga-12K - Tactical".[21]
- Nicaragua: A finales de 2024 el Ejército de Nicaragua entregó un lote en su Variante "Saiga-12S EXP-01" al Batallón de acción rápida de apoyo de tropas "Cacique Diriangen"